# Лонго, Вальтер
Вальтер Д. Лонго (родился в 1967 году) — итало-американский биогеронтолог и клеточный биолог, известный своими исследованиями роли голодания и генов, отвечающих за реакцию на питательные вещества, в защите клеток, старении и болезнях. Он предложил гипотезу, что долголетие регулируется сходными генами и механизмами у многих эукариот.
Доктор Лонго — профессор геронтологии и биологических наук, а также директор Института долголетия в Университете Южной Калифорнии в Лос-Анджелесе. Этот институт является одним из ведущих мировых центров, посвященных преподаванию и исследованиям старения.

## Ранние годы и образование
Лонго родился в Генуе, Италия, в семье калабрийских родителей. В юности он переехал в Чикаго, США, чтобы стать профессиональным рок-гитаристом, и жил с дальними родственниками.
В этот период он заметил, что его родственники в США, которые питались продуктами с высоким содержанием жиров, мяса и сахара, страдали от сердечно-сосудистых заболеваний, редких среди его семьи в Италии. Чтобы оплачивать обучение, Лонго поступил в Резерв армии США и прошел подготовку новобранцев в Форт-Ноксе.
Затем он поступил в Колледж музыки при Университете Северного Техаса, известный как джазовая школа, где его наставниками были Дэн Хэрл и Джек Питерсон. Во время учебы Лонго решил сменить специализацию и заняться изучением питания и долголетия, вдохновившись своими наблюдениями и опытом военной подготовки. В 1992 году он окончил Университет Северного Техаса со степенью в области биохимии.
В 1992 году Лонго присоединился к лаборатории пионера в области «ограничения калорий» Роя Уолфорда на кафедре патологии Калифорнийского университета в Лос-Анджелесе (UCLA), где он изучал ограничение калорий и старение иммунной системы.
В 1994 году он перешел на кафедру биохимии, где под руководством Джоан Валентайн завершил работу над докторской диссертацией по биохимии, изучая антиоксидантные ферменты и гены, противостоящие старению.
В 2000 году Лонго завершил постдокторскую подготовку в области нейробиологии болезни Альцгеймера под руководством Кэйлеба Финча в Университете Южной Калифорнии.

## Карьера
С 2000 года Лонго является членом факультета Школы геронтологии Университета Южной Калифорнии и Геронтологического центра Этель Перси Андрус. Он является одним из основателей докторской программы по биологии старения/геронтологии USC и директором Института долголетия USC.
Совместно с Марией Хенке он создал первую в стране зарегистрированную программу для диетологов, ориентированную на продление жизни, и запустил первую зарубежную учебную программу Школы геронтологии USC — летний курс по питанию и генетике старения в Италии.
Доктор Лонго международно признан лидером в области исследований долголетия и возрастных заболеваний. После того как ему удалось продлить жизнь простого организма в десять раз с помощью комбинации голодания и генетических мутаций, он обнаружил один из самых важных путей в исследованиях долголетия (Tor — мишень рапамицина — S6K). Его группа также идентифицировала аналогичную мутацию у людей, связанную с защитой от рака, диабета, когнитивного снижения и сердечно-сосудистых повреждений.
Его лаборатория позже описала и разработала диету, имитирующую голодание (FMD), а также опубликовала исследования о её влиянии на активацию, перепрограммирование и регенерацию стволовых клеток. Это привело к более чем 30 клиническим испытаниям в области долголетия и возрастных заболеваний, некоторые из которых показывают эффект циклов диеты, имитирующей голодание, в снижении биологического возраста, регрессии диабета и возможном увеличении выживаемости у онкологических пациентов.
Профессор Лонго получил награду Nathan W. Shock Memorial Lecture Award от Национального института старения (NIA/NIH) в 2010 году, премию Vincent Cristofalo ‘Rising Star’ за исследования старения в 2013 году, премию Glenn Award за исследования в области биологии старения в 2016 году и звание «Высокоцитируемый исследователь» с индексом Хирша 71 в 2021, 2022 и 2023 годах.
Его книга «Диета для долголетия» стала международным бестселлером, переведена на 25 языков и продаётся в 39 странах мира. В 2018 году журнал TIME включил его в список 50 самых влиятельных людей в сфере здравоохранения.

## Телевидение и документальные фильмы
В 2011 году Вальтер Лонго был представлен в программе Through the Wormhole с Морганом Фриманом за свои исследования в области долголетия. В 2012 году он обсуждал свои исследования о голодании с Майклом Мозли в эпизоде документального сериала BBC Horizon под названием «Ешь, голодай и живи дольше» (Eat, Fast, and Live Longer).
Его появления и интервью в документальных фильмах и сериалах включают:
- Фильм Наука голодания (Science of Fasting, 2012),
- Серию Horizon BBC (1 эпизод, 2012),
- Документальный фильм Голодание (Fasting, 2017),
- Серию Goop Lab с Гвинет Пэлтроу (2020, 1 эпизод),
- Серию Down to Earth с Заком Эфроном и Дарином Олиеном (2020, 1 эпизод),
- Документальный фильм Эволюция рака (Cancer Evolution, 2023).
Книги доктора Лонго вдохновили на создание документальных фильмов Голодание и Революция долголетия (The Longevity Revolution), в которых рассказчиком выступил Эдвард Нортон, а режиссером стал номинант на премию Оскар Барри Александр Браун.

## Диета долголетия
В области долголетия Вальтер Лонго продвигает в основном растительную диету, которая также включает рыбу. Он рекомендует придерживаться временного ограничения в питании, оставляя окна для приема пищи в течение 11–12 часов в день.
Его исследования сосредоточены на диете, имитирующей голодание (FMD). Эта диета — это программа с низким содержанием калорий, низким содержанием белков, умеренным содержанием углеводов и высоким содержанием растительных жиров, которая имитирует эффекты периодического или водного голодания.
Курс длится пять дней и нацелен на обеспечение организма питанием, при этом достигая эффектов голодания.

## Программа, имитирующая голодание
Программа, имитирующая голодание (Fasting-Mimicking Diet, FMD) — это пятидневная программа с особым планом питания, основанная на здоровых натуральных продуктах и ингредиентах. Она разработана для имитации состояния голодания при одновременном обеспечении организма питательными веществами и калориями. Программа создает у организма впечатление, что он голодает, но при этом позволяет небольшое потребление пищи. Таким образом, можно получить преимущества голодания, минимизируя такие трудности, как чувство голода.
Программа, имитирующая голодание, основана на многолетних научных исследованиях и является предметом многочисленных текущих исследований и клинических испытаний для различных состояний здоровья. Этот прорыв в области питания был разработан профессором Вальтером Лонго и его командой в Университете Южной Калифорнии.
Поскольку голодание подходит не всем, перед началом любого типа голодания обязательно проконсультироваться с врачом и диетологом.

## Компания и благотворительность
Вальтер Лонго основал технологическую компанию L-Nutra и разработал диету, имитирующую голодание (Fasting-Mimicking Diet, FMD). Доктор Лонго жертвует 100% своих гонораров за консультации и авторских отчислений от продажи книг на благотворительность. По крайней мере, 95% его акций L-Nutra будут переданы на благотворительные цели. Оставшиеся 5% могут быть пожертвованы или инвестированы в социально ответственные компании, ориентированные на здоровое долголетие. Акции, выпущенные в пользу Лонго на основе этих инвестиций, также будут переданы на благотворительность.

## Фонд Вальтера Лонго и фонд Create Cures
Вальтер Лонго является основателем некоммерческих организаций Create Cures Foundation в США и Фонд Вальтера Лонго в Италии. Обе организации предлагают образовательные программы по здоровому образу жизни для детей и взрослых, а также предоставляют бесплатную нутриционную помощь для тех, кто не может себе позволить лечение, с целью оптимизации здорового долголетия.
Помимо продвижения социальной солидарности, эти фонды поддерживают медицинское обслуживание, научные исследования и профессиональную подготовку в релевантных научных и клинических областях. Миссия его фондов — помочь каждому человеку жить долго и здорово.
Для достижения этой цели Лонго инициировал Фестиваль питания и долголетия как в Италии, так и в США. Эти мероприятия повышают осведомленность о здоровом питании и долголетии, продвигают сбалансированный образ жизни и предлагают мастер-классы, образовательные и кулинарные шоу, а также спортивные и художественные занятия для людей всех возрастов.

## Европейский Институт Долголетия
Европейский Институт Долголетия® был основан фондом Вальтера Лонго с целью создания центра, ориентированного на обучение, клиническую помощь и исследования по вопросам долголетия и возрастных заболеваний.
Образовательный, исследовательский и клинический институт разделяет миссию фонда — помогать людям жить долгой и здоровой жизнью. Институт занимается разработкой образовательных программ, клинических протоколов и исследований, направленных на улучшение здоровья и профилактику заболеваний, связанных со старением.